# KSF Media
KSF Media Ab är ett finländskt tidningsföretag grundat 2008.

## Tidningar
KSF Media äger svenskspråkiga Hufvudstadsbladet i Helsingfors och två andra dagstidningar, vilka utges på svenska: Västra Nyland och Östnyland (tidigare Östra Nyland), tvåspråkiga Hangötidningen-Hangon lehti, samt sedan augusti 2012 finskspråkiga Loviisan Sanomat. Företaget har ett tryckeri i Vanda.
KSF Media gav också tidigare ut Borgåbladet. Denna tidning slogs i januari 2015 ihop med Östra Nyland till Östnyland.

## Ägare
KSF Media ägdes i sin helhet av Föreningen Konstsamfundet fram till juni 2023. Då meddelades det att svenskt bolag Bonnier News blev majoritetsägare i KSF Media med 51 % ägarandel.

## Nyckelpersoner
Barbro Teir upprätthöll mars 2014–april 2016 posterna som verkställande direktör och samtidigt ansvarig utgivare för mediagruppens tidningar, efter det att organisationen av gruppens tidningsutgivning förändrats. Den 21 april 2016 efterträddes hon som verkställande direktör av Jens Berg och som ansvarig utgivare av Susanna Ilmoni.
Den 3 april 2017 blev Svante Wahlbeck ny vd för KSF Media.